# Dimitsana
Dimitsana (Grec: Δημητσάνα) és una vila de muntanya a Grècia, al Peoloponès, antic municipi i avui dia (2020) des de 2011, part del municipi de Gortynia, del que és la seu administrativa. L'àrea municipal fa 110,759 km² i se situa a la vora de les ruines de l'antiga Teuthis, probablement al lloc on hi las restes de la fortalesa de Matagrifon. El 2011 la vila tenia 342 habitants i perdia població, ja que el 2001 en tenia 611.

## Galeria

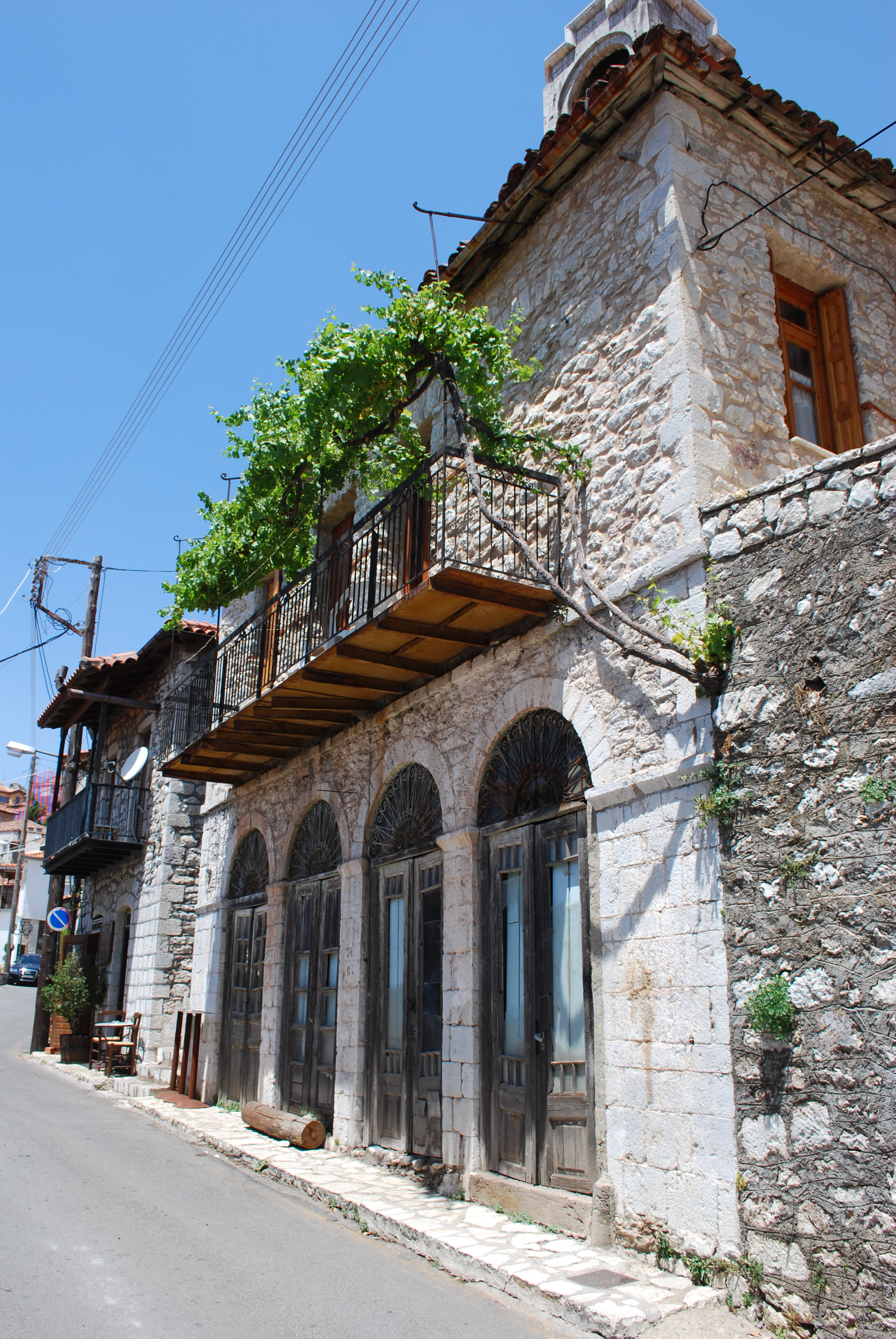
Cases a Dimitsana
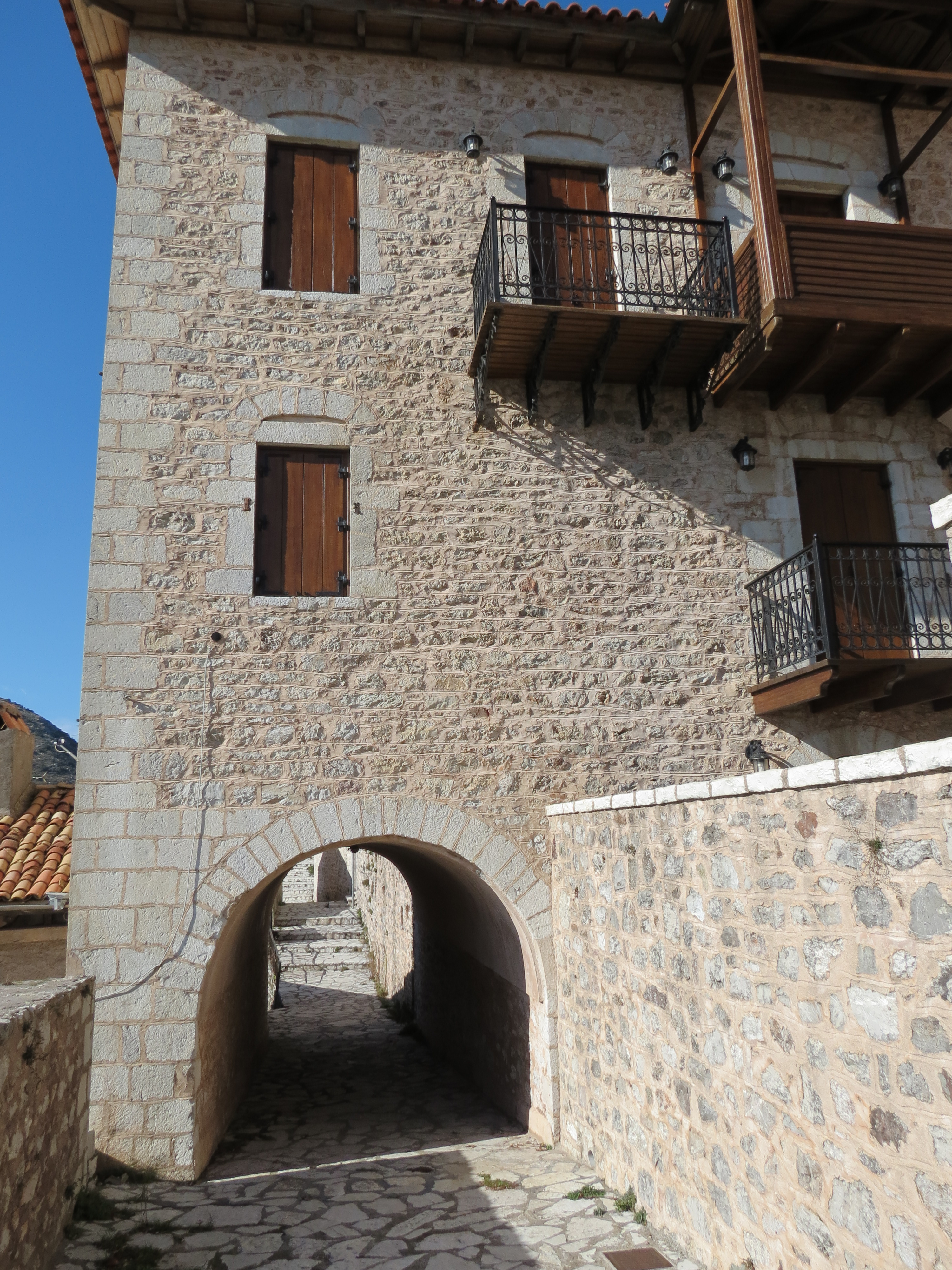
Antiga casa restaurada
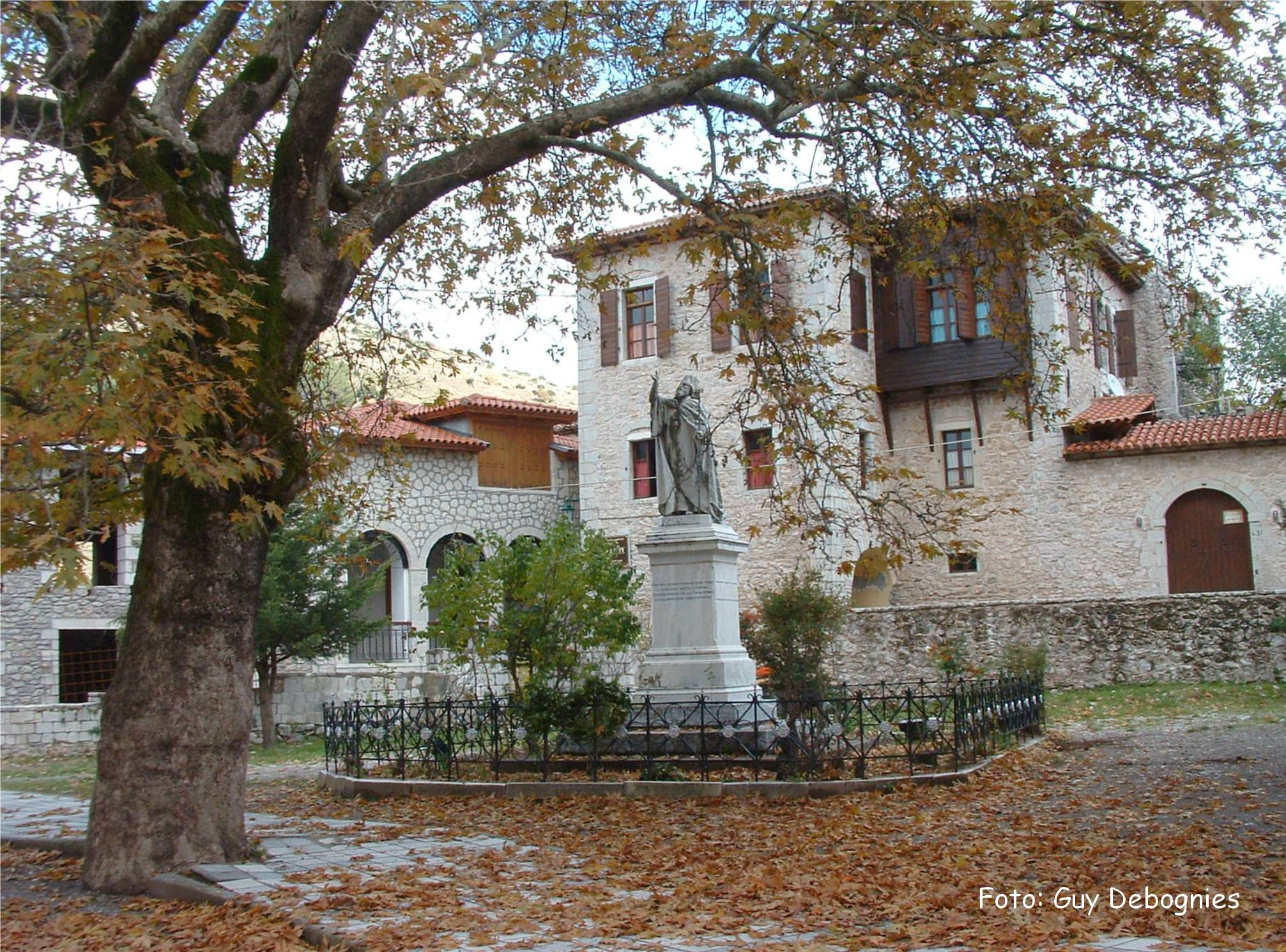
Estàtua del Patriarca Gregori V de Constantinoble, a la seva vila natal de Dimitsana
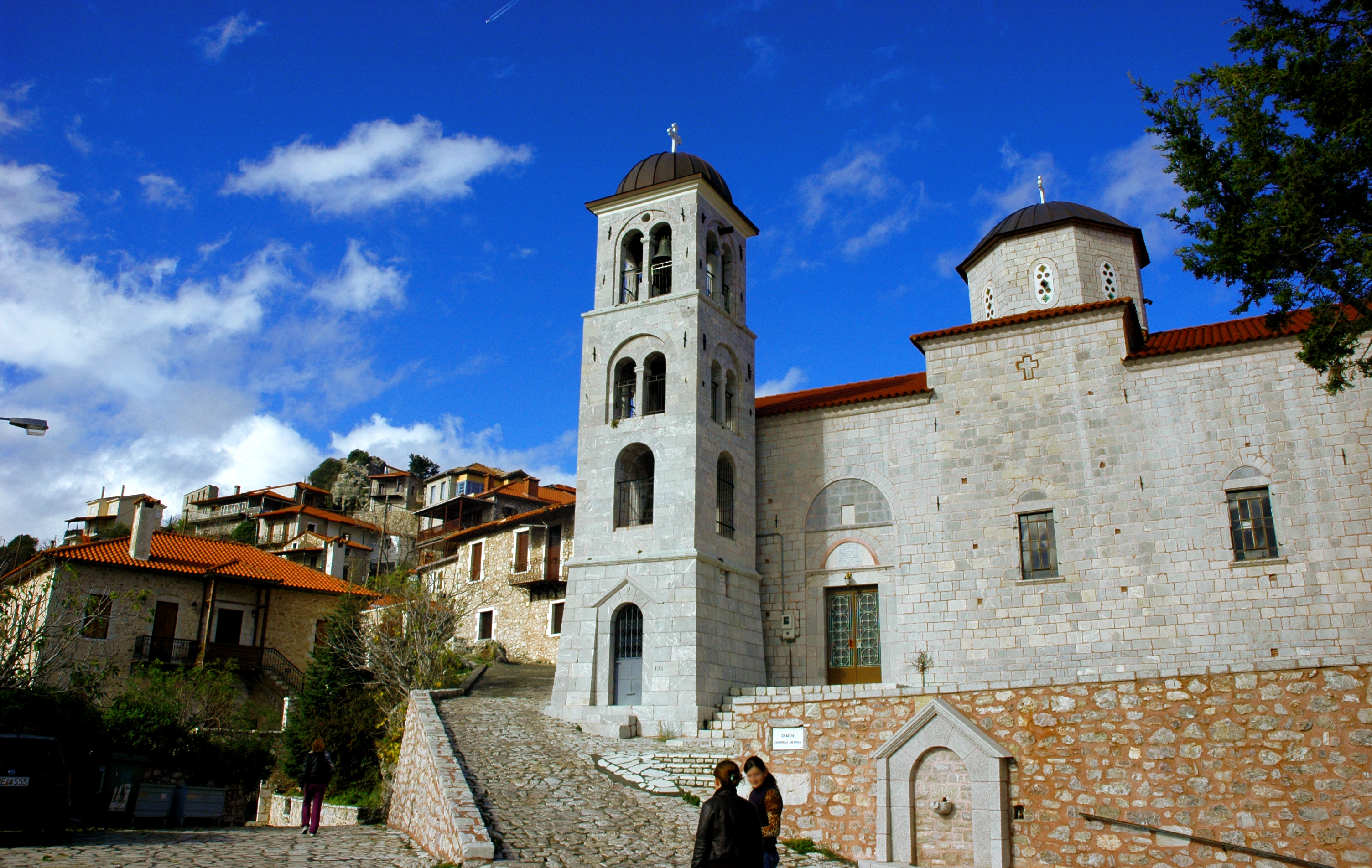
Església ortodoxa
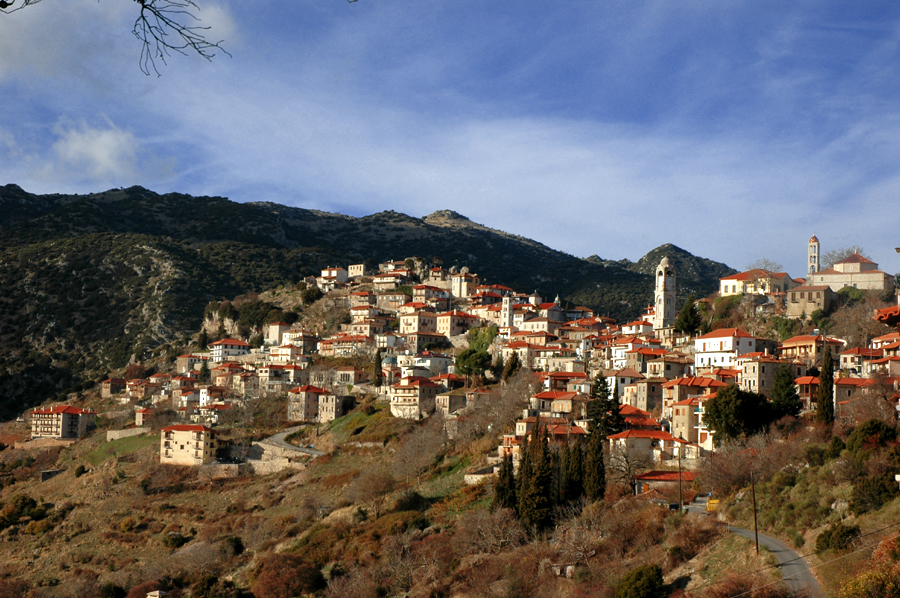
Vista panoràmica